# Free Skate Mag
Free Skate Mag (zwane również Free lub Freeskatemag) – niezależne europejskie czasopismo skateboardowe, dostępne w formie drukowanej (bezpłatnej) i online, założone w 2014 roku przez zespół byłych redaktorów magazynu Kingpin.

## Historia
Free Skate Mag został założony w 2014 roku przez Willa Harmona, Sam Ashleya i Arthura Derriena, którzy wcześniej współpracowali z magazynem Kingpin, wydawanym przez Factory Media. Pierwszy numer został opublikowany w lipcu–sierpniu 2015 roku jako czasopismo dwumiesięczne, a jego redakcja postawiła na niezależność od reklam korporacyjnych.

## Profil wydawniczy
Free Skate Mag specjalizuje się w fotografii skate, wywiadach oraz esejach dotyczących kultury skate, ze szczególnym naciskiem na sceny lokalne w Europie. Zespół podkreśla rolę druku jako formy trwałego archiwum skate’owej historii. Zarówno wydania papierowe, jak i treści online – w tym produkcje wideo – są traktowane jako równorzędne elementy strategii publikacyjnej.

## Redakcja
- Will Harmon – współzałożyciel i redaktor naczelny; w przeszłości pełnił funkcję redaktora naczelnego w Kingpin od 2013 do 2015 roku[2]
- Sam Ashley – współzałożyciel i fotograf, wcześniej związany z Sidewalk i Document jako freelancer i redaktor zdjęć[5]
- Arthur Derrien – współtwórca konceptu redakcyjnego i współredaktor, z doświadczeniem redaktorskim w Kingpin[2]

## Zawartość i przekaz
Free Skate Mag publikuje:
- Fotograficzne reportaże i sesje ze scen lokalnych i międzynarodowych.
- Wywiady z zawodnikami i esoistyczne teksty krytyczne.
- Eseje i materiały literackie (np. poezja, opowiadania) powiązane z kulturą miejską

Redakcja podkreśla, że artykuły są tworzone z dala od presji sponsorów, bazując na osobistej selekcji i jakości.

## Pozycja w branży
- Według Slam City Skates, Free prędko stało się wiodącym niezależnym czasopismem skateboardowym w Europie po zamknięciu Kingpin i Sidewalk[4].
- Czasopismo zostało odnotowane jako jedno z ważnych źródeł w społecznościach online[6].